# Klára Jandová
Klára Jandová (* 15. listopadu 1979 v Praze) je česká herečka a dabérka.

## Filmografie
- Chlapci a chlapi (1988)
- Dobrodružství kriminalistiky (1989)
- Zachýsek zvaný Rumělka (1990)
- Záhada tří kapitánů (1990)
- Zabijáci (1990)
- Plivník (1990)
- O zapomnětlivém černokněžníkovi (1990)
- Jehlice sluneční paní (1990)
- Heřmánci (1990)
- Démantový déšť (1990)
- Bizon (1990)
- Dno (1991)
- Co teď a co potom? (1991)
- Proces (1993)
- Prima sezóna (1994)
- Život na zámku (1995)
- Velký dračí propadák (1996)
- O králi, hvězdáři, kejklíři a třech muzikantech (1996)
- Jakub a Modřínka (1996)
- Zákeřná diagnóza (1997)
- Kouzelnice (1997)
- O Johance s dlouhými vlasy (1998)
- Konec sezóny (1998)
- Hvězda života (1998)
- Král sokolů (2000)
- Stříbrná paruka (2001)
- O svatební krajce (2003)
- Rodinná pouta (2004) - Eva Pokorná
- Ro(c)k podvraťáků (2006)
- Trapasy (2007)
- Šťastný smola (2009)
- Seance (2009)
- Cesty domů (2010)
- Ach, ty vraždy! (2010)
- Tady hlídám já (2012)